# Samira Wiley
Pour les articles homonymes, voir Samira et Wiley.
Samira Wiley, née le 15 avril 1987 à Washington D.C., est une actrice américaine.
Elle est révélée au grand public dans la série Orange Is the New Black (2013-2016) et confirme avec la série The Handmaid's Tale : La Servante écarlate (2017-) qui lui vaut le Primetime Emmy Award de la meilleure actrice invitée dans une série télévisée dramatique.

## Biographie

### Enfance et formation
Samira Wiley, née Samira Denise Wiley à Washington, est diplômée de l'université Burgundy Farm Country Day et de l'école des arts Duke Ellington. Ses parents, Christine et Dennis W. Wiley sont les co-pasteurs de l'église Covenant Baptist United Church of Christ. Ils ont été qualifiés de « piliers de la communauté religieuse LGBT » car l'église de Covenant a célébré des unions homosexuelles, à partir de l'année 2007. Elle rencontre sa meilleure amie, l'actrice Danielle Brooks, lorsqu'elle étudie le théâtre dans l'établissement privé Juilliard. Elle a deux frères et sœurs.

### Débuts discrets
En 2010, elle obtient son diplôme de la Juilliard School à New York et commence sa carrière par le théâtre.  
En 2011, elle fait partie de l'organisation Public Theater dont l'objectif est de constituer un premier tremplin pour les espoirs de la comédie et de l’écriture dramatique. Elle interprète, entre autres, Maria dans la pièce Peines d'amour perdues. 
Cette même année, elle obtient son premier rôle au cinéma dans la comédie Baby-sitter malgré lui, qui ne rencontre pas le succès escompté. Elle apparaît dans un épisode de la série Unforgettable, popularisée par l'actrice Poppy Montgomery.   
En 2012, elle décroche un second rôle, aux côtés des respectés Robert De Niro et Julianne Moore pour la comédie dramatique Monsieur Flynn et elle joue dans les séries Person of Interest et Unker & Physia.

### Révélation télévisuelle

#### Orange is the new black

Logo de la série Orange Is the New Black.

Lorsque la série télévisée Orange Is the New Black, de la plateforme Netflix, basée sur les mémoires de Piper Kerman qui raconte ses expériences d'incarcération dans une prison pour femmes, entre en développement, Samira est informée des auditions par une connaissance de Juilliard, Marco Ramirez, qui est l'un des scénaristes du show. Elle découvre que son amie, Danielle Brooks a décroché un rôle dans le show et Samira finit par lui demander de l'aider à se préparer pour son audition dans le rôle de Poussey Washington, meilleure amie à l'écran du personnage de Brooks. Son audition est couronnée de succès et l'actrice est engagée en tant que personnage récurrent lors de la première saison avant d'être promue principale à partir de la deuxième saison. En effet, le temps de présence doublé et les intrigues dramatiques développés permettent au personnage d'être considéré comme l'un des préférés des fans du show,.  

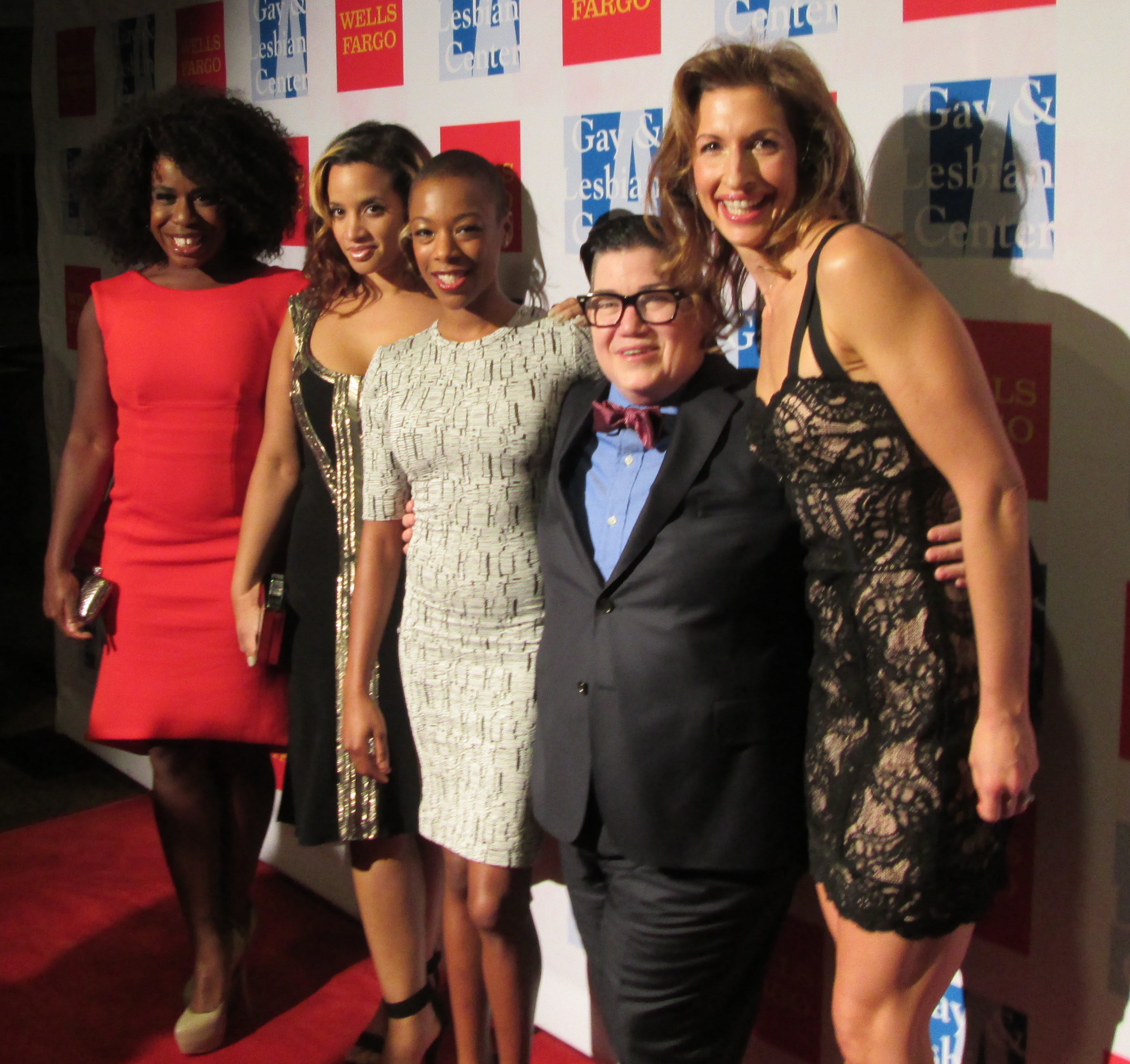
Une partie du casting de la série Orange Is the New Black : Uzo Aduba, Dascha Polanco, Samira Wiley, Lea DeLaria et Alysia Reiner.

Orange Is the New Black est l'une des deux premières séries produites par Netflix avec House of Cards, elle rencontre un succès important, elle est l'une des séries les plus plébiscitées par le public et la critique de ces dernières années. Elle a, par exemple, remporté des prix lors de la cérémonie des Screen Actors Guild Awards et lors des Emmy Awards. La série est considérée comme un show peu conventionnel qui libère les clichés sur les femmes et l'univers carcéral. 
Parallèlement au tournage de la série, l'actrice développe d'autres projets : elle tourne dans le petit film indépendant Rob the Mob, sorti en 2014. Propulsée au rang de star, elle pose en couverture de nombreux magazines et apparaît notamment, avec d'autre personnalités représentantes de la communauté LGBT, comme Elliot Page et Zachary Quinto en couverture de l'OUT Magazine, mettant à profit sa popularité et devenant ainsi l'une des voix s'élevant contre l'homophobie.     
En décembre 2015, Samira est annoncée dans le rôle de Michonne, l'héroïne du jeu vidéo The Walking Dead: Michonne, commercialisé par Telltale Games en février 2016. 
Elle joue les guest star, le temps d'un épisode, pour les besoins de la série New York, unité spéciale.     
À l'issue d'une saison 4, jugée plus sombre et captivante, le personnage de l'actrice est sacrifié pour faire échos aux événements récents du mouvement Black Lives Matter. En effet, ce sacrifice fut inspiré par l'histoire d'Eric Garner, un Afro-Américain asthmatique étranglé par un policier de Staten Island, en juillet 2014. Ce décès, écrit par sa fiancée elle-même, soulève la colère et la tristesse des fans.   
Puis, elle enchaîne sur le tournage de deux autres productions : elle occupe le premier rôle dans le drame 37 et obtient un second rôle pour le thriller Nerve avec Dave Franco et Emma Roberts. Le premier, inspiré de l'histoire vraie de l'assassinat de Kitty Genovese, divise la critique tandis que le second rencontre un joli succès critique et public. Elle joue les guest star pour la série The Catch et obtient un rôle récurrent dans la troisième saison de la série You're the Worst.

### Confirmation télévisuelle

#### The Handmaid's Tale

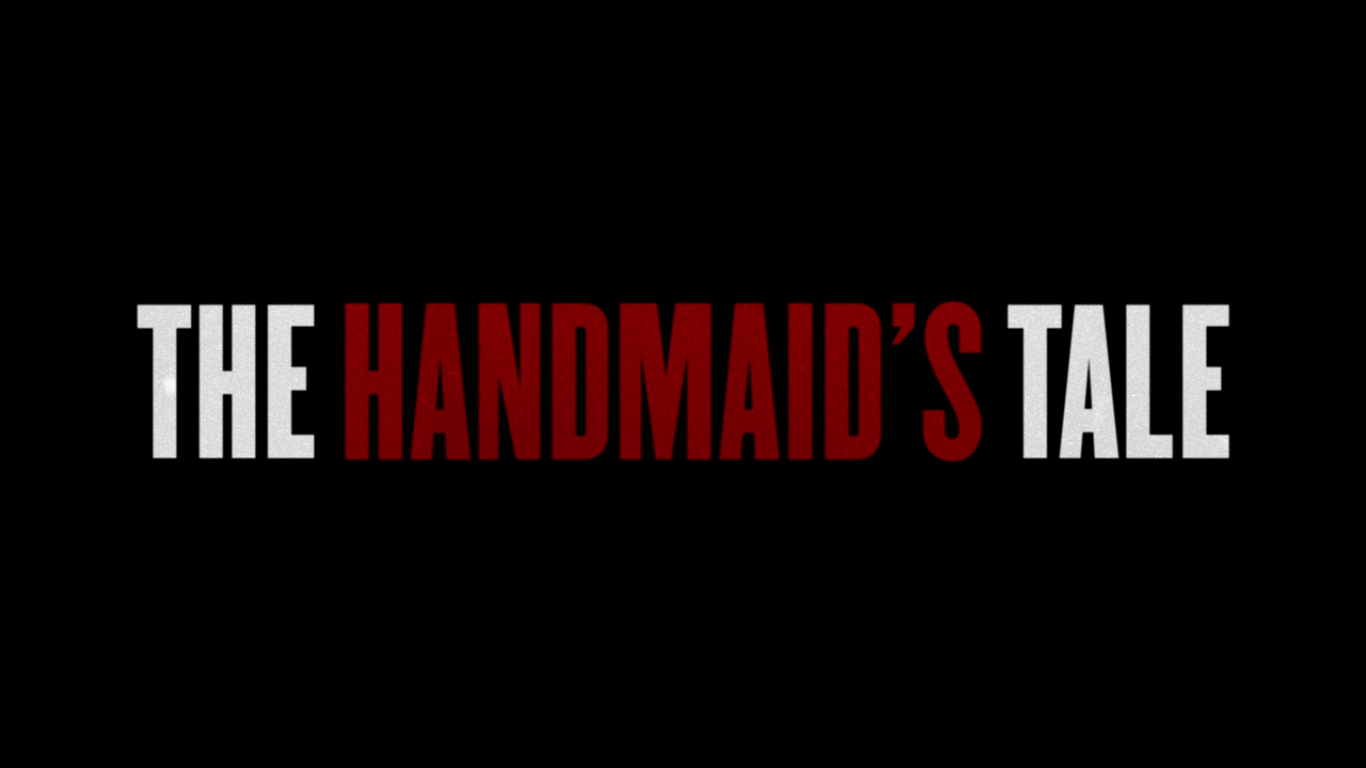
Logo de la série The Handmaid's Tale : La Servante écarlate.

En 2017, forte de la popularité acquise, Samira devient l'une des héroïnes de la nouvelle série événement The Handmaid's Tale, développée par la plateforme de streaming Hulu. Aux côtés des acteurs Elisabeth Moss, Alexis Bledel et Joseph Fiennes, Samira interprète une prisonnière vivant dans un futur alternatif ou les femmes fertiles sont enlevées de force pour devenir les mères porteuses de couples haut placés. Il s'agit d'une adaptation du roman de Margaret Atwood.  
Après avoir fait l'unanimité auprès des critiques, la chaîne de vidéo à la demande annonce le lancement de la production de la deuxième saison, avec comme autre argument, le succès auprès du public. En effet, la plateforme Hulu annonce que le lancement de la série a été regardé par plus d'utilisateurs que pour toutes les séries, originales ou non, sur le service. 
En juin 2017, les nominations pour la soixante-neuvième cérémonie des Emmy Awards sont annoncés. Samira Wiley décroche sa première nomination au Primetime Emmy Award de la meilleure actrice dans un second rôle dans une série télévisée dramatique. La même année, elle joue dans un faux spin-off de Veronica Mars, Ryan Hansen Solves Crimes on Television avec Ryan Hansen diffusée sur la plateforme Youtube Premium. 
L’année suivante, elle remporte le Primetime Emmy Award de la meilleure actrice invitée dans une série télévisée dramatique, pour son rôle dans la série primée The Handmaid's Tale.
En 2019, elle joue dans le film d'action Vault aux côtés de Theo Rossi et Clive Standen. La même année, sort la septième et dernière saison d'Orange Is the New Black qui connaît un large succès et dans laquelle l'actrice fait un petit caméo. Enfin, elle rejoint Tom Hanks dans Bios, un film de science-fiction post-apocalyptique.
En 2020, elle effectue la narration pour la série de documentaires animaliers Night on Earth, produite par Netflix . L'année où elle est en lice pour l'Emmy Award de la meilleure actrice secondaire dans une série télévisée dramatique.

### Vie personnelle
Ouvertement lesbienne, elle est en couple avec Lauren Morelli, l'une des scénaristes de Orange Is the New Black avec qui elle s'est mariée le 25 mars 2017.
Samira Wiley a longtemps conservé son emploi de serveuse pendant le tournage de la première saison de la série, n'étant pas sûre que son rôle soit conservé par l'équipe scénaristique.
En avril 2021, l'actrice et sa compagne annoncent la naissance de leur fille, George Elizabeth.

## Filmographie

### Cinéma
- 2011 : Baby-sitter malgré lui de David Gordon Green : Tina
- 2012 : Monsieur Flynn de Paul Weitz : Asha
- 2014 : Rob the Mob de Raymond De Felitta : Annie Bell
- 2016 : 37 de Puk Grasten : Joyce Smith
- 2016 : Hum (court métrage) de Lauren Morelli : Billie (également productrice exécutive)
- 2016 : Nerve de Henry Joost et Ariel Schulman : Azhar
- 2017 : Detroit de Kathryn Bigelow : Vanessa
- 2018 : Social Animals de Theresa Bennett : Lana[40]
- 2019 : Vault de Tom DeNucci : Karyn
- 2021 : Finch de Miguel Sapochnik : Weaver

### Télévision
- 2011 : Unforgettable : Gina (saison 1, épisodes 1 et 2)
- 2012 : Person of Interest : Une infirmière (saison 1, épisode 21)
- 2013 : Unker & Physia : Regigi (saison 1, épisode 5)
- 2015 : New York, unité spéciale : Michelle Thompson (saison 16, épisode 21)
- 2013 - 2016 / 2017 et 2019 : Orange Is the New Black : Poussey Washington (principale, 50 épisodes - invitée, 2 épisodes)
- 2016 : The Catch : Nia Brooks (saison 1, épisode 6)
- 2016 - 2019 : You're the Worst : Justina Jordan (saison 3, épisodes 2, 3, 4, 8 et 13 - saison 5, épisode 2)
- 2017 - 2019 : Ryan Hansen Solves Crimes on Television : Jessica Mathers (10 épisodes)
- 2017–2025 : The Handmaid's Tale : Moira Strand
- 2019 : Drunk History : Bessie Coleman (saison 6, épisode 4)
- 2019 : Love, Death & Robots : Lieutenant Colby (saison 1, épisode 13)
- 2019 : Will et Grace : Nikki (saison 10, 3 épisodes)
- 2020 : Equal : Lorraine Hannsberry (1 épisode)

### Jeux vidéo
- 2016 : The Walking Dead Michonne[41] : Michonne (voix originale)

### Documentaire
- 2020 : Night on Earth : Narration

## Distinctions
Sauf indication contraire ou complémentaire, les informations mentionnées dans cette section proviennent de la base de données IMDb.

### Récompenses
- Screen Actors Guild Awards 2015 : Meilleure distribution pour une série télévisée comique pour Orange Is the New Black partagée avec Uzo Aduba, Jason Biggs, Danielle Brooks, Laverne Cox, Jackie Cruz, Catherine Curtin, Lea DeLaria, Beth Fowler, Yvette Freeman, Germar Terrell Gardner, Kimiko Glenn, Annie Golden, Diane Guerrero, Michael Harney, Vicky Jeudy, Julie Lake, Lauren Lapkus, Selenis Leyva, Natasha Lyonne, Taryn Manning, Joel Marsh Garland, Matt McGorry, Adrienne C. Moore, Kate Mulgrew, Emma Myles, Jessica Pimentel, Dascha Polanco, Alysia Reiner, Judith Roberts, Elizabeth Rodriguez, Barbara Rosenblat, Nick Sandow, Abigail Savage, Taylor Schilling, Constance Shulman, Dale Soules, Yael Stone, Lorraine Toussaint et Lin Tucci.
- Screen Actors Guild Awards 2016 : Meilleure distribution pour une série télévisée comique pour Orange Is the New Black
- Screen Actors Guild Awards 2017 : Meilleure distribution pour une série télévisée comique pour Orange Is the New Black
- GLAAD Media Awards 2018 : Lauréate du Prix Vito Russo.
- Primetime Emmy Awards 2018  : meilleure actrice invitée dans une série télévisée dramatique pour The Handmaid's Tale : La Servante écarlate

### Nominations
- 2017 : Behind the Voice Actors Awards de la meilleure performance vocale féminine dans un jeu vidéo pour The Walking Dead Michonne pour la voix de Michonne.
- 2017 : Online Film & Television Association Awards de la meilleure actrice dans un second rôle dans une série télévisée dramatique pour The Handmaid's Tale : La Servante écarlate
- Primetime Emmy Awards 2017 : Meilleure actrice dans un second rôle dans une série télévisée dramatique pour The Handmaid's Tale : La Servante écarlate
- 2018 : Black Reel Awards for Television de la meilleure actrice invitée dans une série télévisée dramatique pour The Handmaid's Tale : La Servante écarlate
- 2018 : Gold Derby Awards de la meilleure actrice invitée dans une série télévisée dramatique pour The Handmaid's Tale : La Servante écarlate
- NAACP Image Awards 2018 : Meilleure actrice dans un second rôle dans une série télévisée dramatique pour The Handmaid's Tale : La Servante écarlate
- 2018 : Online Film & Television Association Awards de la meilleure actrice dans un second rôle dans une série télévisée dramatique pour The Handmaid's Tale : La Servante écarlate
- Screen Actors Guild Awards 2018 : Meilleure distribution pour une série télévisée dramatique pour The Handmaid's Tale : La Servante écarlate partagée avec Madeline Brewer, Amanda Brugel, Ann Dowd, O-T Fagbenle, Joseph Fiennes, Tattiawna Jones, Max Minghella · Elisabeth Moss et Yvonne Strahovski.
- Primetime Emmy Awards 2020 : meilleure actrice dans un second rôle dans une série télévisée dramatique pour The Handmaid's Tale : La Servante écarlate
- Screen Actors Guild Awards 2020 : Meilleure distribution pour une série télévisée dramatique The Handmaid's Tale : La Servante écarlate
- Screen Actors Guild Awards 2022 : Meilleure distribution pour une série télévisée dramatique pour The Handmaid's Tale : La Servante écarlate